# Nikolai Petrowitsch Linewitsch

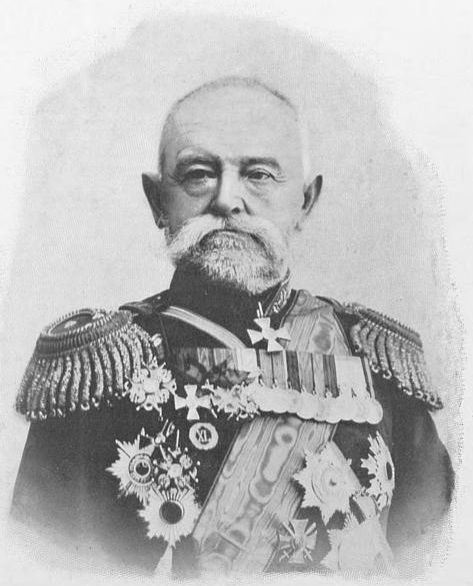
General Nikolai Petrowitsch Linewitsch (1839–1908)

Nikolai Petrowitsch Linewitsch (russisch Николай Петрович Линевич;  wissenschaftliche Transliteration Nikolaj Petrovič Linevič,* 24. Dezember 1838jul. / 5. Januar 1839greg.; † 10.jul. / 23. April 1908greg.), auch Lenevich oder Linevitch genannt, war ein Offizier in der Kaiserlich Russischen Armee, General der Infanterie (1903) und Generaladjutant in Fernost während des Russisch-Japanischen Krieges.

## Leben
Er wurde in Sankt Petersburg in eine polnische Familie geboren und begann seine militärische Laufbahn als Kadett im Jahre 1855. Er diente im 75. Infanterie-Regiment, das in Sewastopol stationiert war. Seine erste Kampferfahrung sammelte er gegen Stammeskrieger aus dem Kaukasus.  Im Russisch-Osmanischen Krieg (1877–1878) machte er sich einen Namen und wurde Kommandeur der Südlichen Ussuri Division im Jahre 1895.
Während des Boxeraufstandes kommandierte Linewitsch das Erste Sibirische Armee-Corps. 1900 nahm er an der Schlacht um Peking teil. Im Jahre 1903 wurde er zum Kommandeur der Priamur Region als Generalgouverneur von Dauria ernannt.
Als der Russisch-Japanische Krieg ausbrach, war er vorübergehend Kommandant der Russischen Armee der Mandschurei, bis General Alexei Nikolajewitsch Kuropatkin am 15. März 1904 eintraf. Zwischen Oktober 1904 und dem 3. März 1905 befehligte er wieder die Russische Armee der Mandschurei. Nach der russischen Niederlage in der Schlacht bei Mukden wurde General Kuropatkin seines Kommandos enthoben und Linewitsch wurde an seine Stelle gesetzt. Linewitsch bat den Zaren immer wieder um die Bewilligung von Nachschub. Er bräuchte ein Truppenverhältnis von 1,5:1, um eine Offensive gegen die Japaner zu wagen. Auch war er gegen die Waffenstillstandsverhandlungen mit Japan. Nach dem Vertrag von Portsmouth endete der Krieg. Linewitsch wurde Zeuge des Truppenabzuges der Russen aus der Mandschurei und der russischen Arbeiteraufstände. Er zögerte, gegen die Arbeiter militärisch vorzugehen.
Als die Russische Revolution 1905 ausbrach, zögerte er in der Niederschlagung des Aufstandes und wurde seines Kommandos enthoben. Den Rest seines Lebens verbrachte er im Ruhestand.